# Сомерсет (округ, Пенсільванія)
39°58′ пн. ш. 79°02′ зх. д. / 39.97° пн. ш. 79.03° зх. д.
О́круг Со́мерсет (англ. Somerset County) — округ (графство) у штаті Пенсільванія, США. Ідентифікатор округу 42111.

## Історія
Округ утворений 1795 року.

## Демографія
За даними перепису
2000 року
загальне населення округу становило 80023 осіб, зокрема міського населення було 20187, а сільського — 59836.
Серед мешканців округу чоловіків було 39967, а жінок — 40056. В окрузі було 31222 домогосподарства, 22044 родин, які мешкали в 37163 будинках.
Середній розмір родини становив 2,95.
Віковий розподіл населення поданий у таблиці:
| Стать    | До 15 років | 15-21 | 22-29 | 30-39 | 40-49 | 50-65 | 65-85 | Понад 85 |
| -------- | ----------- | ----- | ----- | ----- | ----- | ----- | ----- | -------- |
| Чоловіки | 7349        | 3637  | 4090  | 5811  | 6543  | 6662  | 5384  | 491      |
| Жінки    | 7127        | 3262  | 3252  | 5167  | 6037  | 6650  | 7255  | 1306     |

## Суміжні округи
- Кембрія — північ
- Бедфорд — схід
- Аллегені, Меріленд — південний схід
- Ґерретт, Меріленд — південний захід
- Файєтт — захід
- Вестморленд — північний захід

## Виноски
1. ↑  U.S. Decennial Census. United States Census Bureau. Архів оригіналу за 12 травня 2015. Процитовано 10 березня 2015.
2. ↑  Historical Census Browser. University of Virginia Library. Архів оригіналу за 11 серпня 2012. Процитовано 10 березня 2015.
3. ↑  Forstall, Richard L., ред. (24 березня 1995). Population of Counties by Decennial Census: 1900 to 1990. United States Census Bureau. Архів оригіналу за 20 березня 2015. Процитовано 10 березня 2015.
4. ↑  Census 2000 PHC-T-4. Ranking Tables for Counties: 1990 and 2000 (PDF). United States Census Bureau. 2 квітня 2001. Архів оригіналу (PDF) за 18 грудня 2014. Процитовано 10 березня 2015.
5. ↑  State & County QuickFacts. United States Census Bureau. Архів оригіналу за 20 липня 2011. Процитовано 22 листопада 2013. [Архівовано 2011-08-11 у Wayback Machine.](англ.) Наведено за англійською вікіпедією.
6. ↑  American FactFinder. Бюро перепису населення США. Архів оригіналу за 26 лютого 2012. Процитовано 31 січня 2008. [Архівовано 2008-05-21 у Wayback Machine.]

| США | Це незавершена стаття з географії США. Ви можете допомогти проєкту, виправивши або дописавши її. |